# Agnieszka Golińska
Agnieszka Golińska po mężu Smoleń (ur. 4 stycznia 1973) – polska piłkarka ręczna, wielokrotna reprezentantka Polski, medalistka mistrzostw Polski.

## Życiorys

### Kariera klubowa
Jest wychowanką MKS Beskid Nowy Sącz, występowała też w Cracovii, Sośnicy Gliwice (1995–1999), Starcie Elbląg (1999/2000), AZS AWFiS Gdańsk (2000–2003). Z Sośnicą zdobyła wicemistrzostwo Polski w 1996 i 1999 oraz Startem Elbląg brązowy medal mistrzostw Polski (2000), z AZS-AWFiS Gdańsk dwa brązowe medale mistrzostw Polski (2002, 2003).

### Kariera reprezentacyjna
W reprezentacji Polski debiutowała 28 października 1998 w towarzyskim spotkaniu z Czechami. Wystąpiła na mistrzostwach Europy w 1998 (5. miejsce) i mistrzostwach świata w 1999 (11. miejsce). Ostatni raz wystąpiła w tej drużynie 1 czerwca 2003 w meczu eliminacji mistrzostw świata z Hiszpanią. Łącznie w biało-czerwonych barwach wystąpiła 43 razy, zdobywając 63 bramki.
Mieszka w USA.